# Viorel Moldoveanu
Viorel Aurelian Moldoveanu (n. 16 mai 1956, Alexandru Vlahuță, județul Vaslui) este un fost senator român, ales pe listele PD.  Viorel Aurelian Moldoveanu a fost validat ca senator pe data de 26 august 2008 când l-a înlocuit pe senatorul Cristache Rădulescu. 